# 함염지

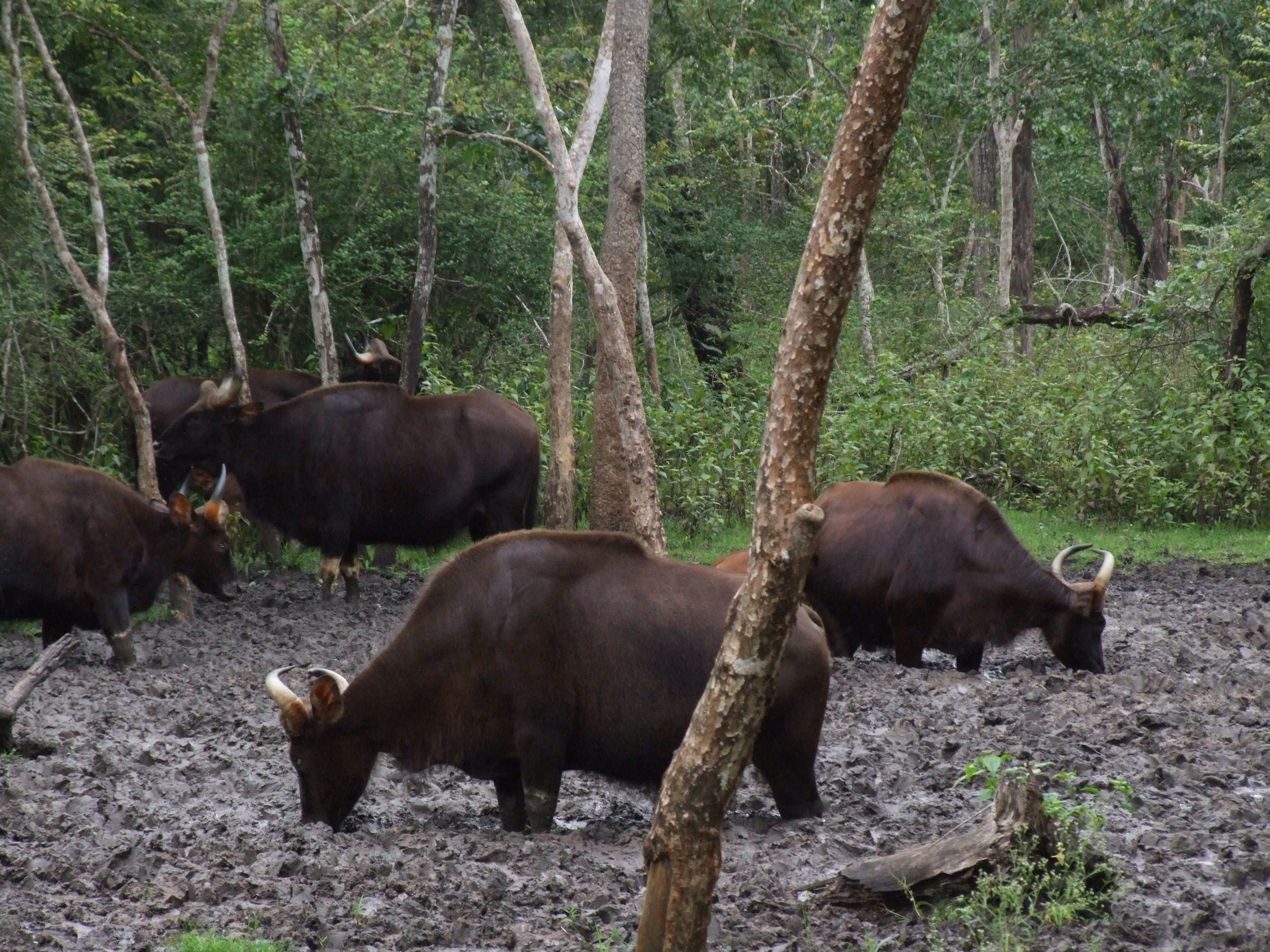
함염지의 지면을 핥는 인도들소

함염지(含鹽地, 영어: Mineral lick)는 노천에 칼슘·나트륨·칼륨·염화나트륨 등의 무기 염류들이 풍부한 지역으로, 자연적·인위적으로 만들어질 수 있다. 많은 동물들이 함염지 표면을 핥아 생명 활동과 물질대사에 필요한 무기 염류를 얻으며, 주로 사슴·코끼리·맥·소·말·양·여우·염소·호저 등 일부 초식동물과 잡식동물에게서 함염지 표면을 핥는 습성을 관찰할 수 있다. 일부 동물들은 칼슘이 드러난 함염지를 찾아내는 습성을 가지고 있다.